# Ajurveda
Ajurveda (sanskrt आयुर्वेद āyurveda, āyus - 'življenje' + veda - 'znanje, veda')  je v sanskrtu sestavljena iz besede »āyus«, kar pomeni »življenje« in »veda«, kar pomeni »znanje, znanost ali veda«. Torej ajurveda je veda o življenju. To je sistem tradicionalne medicine, ki izvira iz Indije, izvaja pa se tudi v drugih delih sveta kot oblika komplementarne in alternativne medicine zdravilstva. Ajurvedski proizvodi in tretmaji se v zadnjem času preizkušajo v znanstvenih študijah in kliničnih preizkušnjah.  

## Zgodovina
Prvi nauki o naravnem načinu življenja, uporabi zelišč in zdravljenu so se pojavili v Vedah, v vedskem obdobju, na območju reke Ind, ki danes predstavlja severno zahodi del Indije in Pakistan.  Rigveda in Atharvaveda sta dve od štirih Ved, ki imata reference o zdravju, boleznih in uporabi zelišč. Āyurveda je veja Atharvavede, četrte knjige vedske literature. Sushruta Samhita, Charaka Samhita, Astanga Hrdaya so tri glavne knjige ajurvede, ki so v uporabi še danes. Sushruta samhita opisuje poleg principov ajurvedske medicine tudi kirurgijo, številne postopke operacij, med drugim tudi rinoplastiko, oskrbo zlomov in ran ter inštrumente, ki se praktično do danes, niso kaj veliko spremenili. Ajurveda vključuje osem različnih vej medicinskega znanja: Kaya Chikitsa (interna medicina), Baala Chikitsa (pediatrija), Graha Chikitsa (psihologija), Urdhvaanga ali Shalakya Chikitsa (bolezni ušes, očes, grla in nosu), Shalya Chikitsa (kirurgija), Damstra Chikitsa (toksikologija), Rasayan/Jara Chikitsa (geriatrija in pomlajevanje), Vrsha ali Vājīkaraṇa Chikitsa (terapija z afrodiziaki). Razvijajoč se skozi zgodovino, ajurveda ostaja vpliven zdravstveni sistem v Južni Aziji, ki ga vse bolj podpira indijska vlada, ki je ustanovila ministrstvo za ajurvedo, jogo, unani, siddho in homeopatijo - AYUSH. Ajurveda se v Indiji prakticira kot uradna medicina in je del javnega zdravstva. Na Zahodu se zanimanje za ajurvedo vse bolj povečuje. Organizacija WHO jo je uradno priznala leta 1977. V preteklosti se je prenašala preko tradicije guru - shishya (direktno iz učitelja na učenca) ter tudi kot del družinske dediščine, od očeta na sina, danes pa je uraden študij na indijskih univerzah. Obsega pet let in pol študija, ki vsebuje tudi alopatsko medicino, osredni del pa je predstavlja študij ajurvede. V nasprotju z uradno medicino, kjer nove hipoteze in spoznanja ves čas podirajo stare teorije, ostajajo osnovni principi ajurvede skozi tisočletja enaki, saj temeljijo na univerzalnih zakonih narave in medsebojni interakciji človeka z naravo. V zahodnem svetu, se nekatere njene metode, kot npr. zdravilna zelišča, masaža in joga uporablja tudi posamično izven ajurvedskega sistema .
Ajurveda je v zadnjih letih postala predmet številnih znanstvenih raziskav, predvsem se raziskuje zdravilne učinkovine zelišč. Moderne znanstvene raziskave potrjuejo tudi vpliv fizičnih in dihalnih praks na zdravstvena stanja. Ajurveda gleda na človeka celostno, torej na interakcijo telesa, uma in duha. Njeni principi delovanja se lahko vključijo v vsakdanja življenja, ne glede na geografsko lego človeka, saj prilagaja način življenja, prehrane in zelišč individualnim potrebam. Ajurveda lahko vključuje tudi fizične, dihalne in sprostitvne tehnike, ki izhajajo iz tradicije joge, za doseganje umirjanja uma in tako harmoniziranje delovanja telesa. 

## Ajurveda in bolezen
Ajurveda razvršča bolezni na splošno v Sarira (fizične) in Manas (duševne). Te se nato še naprej delijo na Nija – endogene, izhajajoče iz notranjosti in Agantu – eksogene, izhajajoče iz zunanjosti. Endogeni vzroki bolezni vključujejo notranje variacije treh doš, eksogeni vzroki pa se nanašajo na poškodbe, ki jih povzročijo zunanji dejavniki. Vsak od teh vedno povzroči neravnovesje v došah in sproži bolezni.  
Po ajurvedi je glavni vzrok za vsako bolezen vedno neravnovesje treh doš ali telesnih humorjev, ki se nadalje kaže kot neravnovesje v drugih telesnih komponentah in lahko vodi v bolezen. 
Pri endogenih boleznih ajurveda pozna šest faz razvoja bolezni (samprapti), ki se vedno pričnejo v prebavnem traktu. V prvih dveh fazah se doše kopičijo in povzročajo nelagodja v tem prebavnem traktu, nato v tretji fazi prestopijo v krvni obtok, v četrti fazi prodirajo v sedem tkiv (dhatu – rasa (limfa, sokrvica in medcelična tekočina), rakta (rdeče krvničke), mamsa (mišično tkivo), meda (maščobno tkivo), asthi (kostno tkivo), majja (živčno tkivo) in shukra (reproduktivno tkivo). Peta in šesta faza se kaže kot bolezen, kjer najprej nastane funkcijsko neravnovesje ter nato tudi strukturno. 
Zdravljenje v ajurvedi se deli na shamana chikitsa, ki vključuje metode, s katerimi pomirimo nakopičene doše ter shodhana chikitsa, s katerimi doše odstranimo iz telesa. Glede na stanje človeka se izbere primerne metode. 
Shamana chikitsa vključuje individualno predpisano:
1. primerno jutranjo (dinacharya) in sezonsko rutino (ritucharya),
2. primerno prehrano, začimbe in napitke,
3. izbrana ajurvedska zelišča ter
4. jogijske telesne, dihalne in sprostitvene tehnike.

Shodhana chikitsa poteka tako, da se obrne proces razvoja bolezni in pripelje nakopičene doše in amo (toksine) v tkivih nazaj v prebavni trakt, kjer se s čistilnimi postopki izločijo iz telesa. Najbolj znan čistilni postopek je panchakarma ali pet delni proces čiščenja, ki vsebuje terapevtsko klistiranje (basti), čiščenje tankega črevesja (virechana), terapevtsko bruhanje (vamana), čiščenje nosnih votlin (nasya) in po potrebi tudi odvzem krvi (rakta mokshana). Postopki panchakarme se tudi bistveno razlikujejo v severni ali južni Indiji.
Ajurveda zato predpostavlja tri glavne vzroke bolezni:
1. Prajnaparad - zavestno ali nezavestno neupoštevanje pravil, naravne inteligence
2. Asatmya indriyaartha samyogaprekomerna - premajhna ali napačna uporaba petih čutil
3. Parinama - sezonski in časovni učinki

Veliko znanstvenih člankov potrjuje učinkovitost ajurvedskega zdravljenja in govori o sami uporabi ajurvede v zdravstvenih sistemih. Nedavno je ajurveda prispevala tudi gugulipid, spojino iz Commiphora mukul, ki uspešno inhibira angiogenezo in vitro in in vivo. Dokazano je tudi hepatoprotektivno delovanje etanolnega izvlečka rastline Zanthoxylum armatum, antihiperglikemično in antioksidativno delovanje večrastlinskega ajurvedskega pripravka Dihar in nevroprotektivno delovanje različnih ajurvedskih zdravil. Ajurveda je k moderni medicini prispevala rezerpin, zdravilno učinkovino iz rastline Rauwolfia serpentina, ki jo v Indiji še danes uporabljajo za varno nadziranje krvnega tlaka.
Raziskave kažejo, da je Arjuna Terminalia koristna pri zmanjševanju bolečine pri angini pectoris, pri zdravljenju srčnega popuščanja in koronarne bolezni arterij. Terminalia je lahko koristna tudi pri zdravljenju hiperholesterolemije. Obstajajo tudi dokazi, da žajbelj (Salvia Officinalis) lahko izboljša simptome pri bolnikih z Alzheimerjevo boleznijo. Za Azadirachta indico (verjamejo, da ima imunoprotektivne lastnosti) je bilo v času treh tednov ugotovljeno, da poveča proizvodnjo interlevkin 2 (IL-2) in zveča imunski odziv pri prostovoljcih s spodbujanjem limfocitov in T-celic. Zmes črnega popra, dolgega popra in ingverja uporabljajo v ajurvedi za oblikovanje tradicionalne trikatu zmesi. Ta mešanica poveča apetit, spodbuja izločanje prebavnih sokov in zdravi želodčne težave, še posebej aklorhidrijo in hipoklorhidrijo.

## Kaj je doša[2]
Pet glavnih elementov tvori celotno kreacijo ali Univerzum. To so Akasha ali eter, prostor, Vayu ali zrak, Agni ali ogenj, Jala ali voda ter Prithvi ali zemlja. Ti elementi prinašajo določene lastnosti ali gune. Npr. prostor je subtilen, mrzel,… zrak je gibajoč, suh,… ogenj je vroč in lahek, voda je hladna in vlažna, zemlja je težka, masivna, statična. Doše predstavljajo združitev dveh elementov in predvsem njihovih lastnosti:
1.     Vata doša je sestavljena iz prostora in zraka
2.     Pitta doša je sestavljena iz ognja in vode
3.     Kapha doša je sestavljena iz zemlje in vode
Vata doša je odgovorna za vsa gibanja v telesu in umu. Vlada dihanju, gibanju misli in čustev, čutilnim zaznavam ter gibanju telesa, cirkulaciji, peristaltiki in odvajanju izločkov iz telesa. Njena glavna značilnost je mobilnost. Ima veliko afiniteto do sledečih delov telesa – debelo črevo, spodnji del trebuha, stegna, ušesa, koža in kosti.
Pitta doša je odgovorna za transformacijo na prvem mestu hrane, ne smemo pa pozabiti tudi na vtise, misli, čustva in občutke. Tudi ti se morajo preoblikovati v čisto zavedanje. Ajurveda nas uči, da pitta vlada očem, koži, jetrom, krvi in tankemu črevesju. Funkcije v njeni domeni so prebava, absorpcija in asimilacija.
Kapha doša ustvarja našo fizično strukturo in je odgovorna za rast tkiv in njihovo hranjenje. Kapha doša vlaži organe, tkiva in sklepe ter predstavlja tudi sluz, slino in reprodukcijske tekočine. Funkcije v njeni domeni so spomin, lubrikacija sklepov, zaščitna sluz organov in izmenjava plinov v pljučih. Je tudi limfa, mišice, maščobno tkivo; omogoča stabilnost, rast, moč, energijo ter spanje. 
Doše oblikujejo zgradbo telesa tekom rasti in razvoja organizma, kakor tudi nagnjenje k določenim spremembam ali boleznim. So osnova človeškega karakterja, navad in vedenjskih vzorcev. Naravno razmerje doš tako določa osnovno konstitucijo človeka ali Prakruti, ki je osnova mentalnih, fizičnih in emocionalnih razlik med ljudmi. Z vzdrževanjem naravnega razmerja treh doš, ajurveda pomaga človeku s tehnikami in metodami, določenimi za njegov tip, vzdrževati njegovo idealno zdravje. Pri tem upošteva človekovo genetsko ozadje, način življenja ter sezonske in klimatske spremembe, ki prinašajo spremembe v razmerju treh dosh v naravi, kar vpliva na zdravje in počutje človeka. Trentuni odmik od konstitucije predstavlja neravnovesje ali Vikruti, ki lahko preide v bolezen. Ajurveda vedno zdravi Vikruti, trenutno stanje, v času ravnovesja Prakruti, pa predlaga, kako to stanje ohraniti.

## Ajurvedski pregled[13]
Ajurvedski pregled se klasično izvaja tridelno – trivida pariksha – in vsebuje darshana (vizualni pregled postave, kože, jezika, noht, oči, las), sparshana (otip kože, otip pulza ali pulzna diagnostika) ter obvezno prashna (spraševanje pacienta o sedanjih in preteklih zdravstvenih težavah, o boleznih v družini, telesni aktivnosti, nivoju stresa, kvaliteti in količini spanja, želji po spolnosti, spominu in umskih funkcijah, apetitu in količini zaužite hrane, okusu za hrano, žeji, prebavi). Na osnovi zbranih podatkov se izdajo napotki o primerni prehrani, začimbah in tekočinah, jutranji rutini (dinacharya), sezonski rutini (rtucharya), uporabi zelišč, razstrupljevalne metode, masaže z olji in ter tudi fizične, dihalne in sprostitvene tehnike. Ajurveda ponuja tudi celoten nabor receptov in navodil za domačo uporabo.

## Panchakarma
Ajurveda daje velik poudarek prebavi kot ključu do zdravja. Vse bolezni izvirajo iz človeškega uma, prvi pokazatelj je porušeno ravnotežje v metabolizmu, ki je lahko po ajurvedski razlagi vzrok celo degenerativnim spremembam. Spet je za metabolično funkcijo pomembno ravnovesje treh dosh. Področje Kapha doše sega od glave do želodca, področje Pitta doshe od tankega do debelega črevesa in območje Vata doshe je od debelega črevesa proti nogam navzdol. Glavnina »prebavnega ognja« je torej v območju Pitta doshe. 
Panchakarma je očiščevalna terapija. Obstaja šest stopenj v manifestaciji bolezni, Panchakarma sodeluje v tretji stopnji, kjer prepreči toksinom in odvečnim snovem, da se akumulirajo v GIT in nato v četrti stopnji, da se iz GIT razširijo po vsem organizmu. Metoda je sestavljena iz treh stopenj.

### Prva stopnja
Prva stopnja je Parvakarma, kjer poteka priprava organizma za detoksifikacijo. Gre za notranjo in zunanjo naoljenje- pacientu so na različne načine aplicirana zeliščna in medicinska olja (zeliščni ghee), hkrati z masažami, kjer se sezamovo olje z dodatki vtira globoko v podkožna tkiva za pospešitev izločanja sekrecij, nego in zaščito tkiv; sledi še izpostavitev organizma vročini (savna) za dilatacijo vseh notranjih kanalov v telesu, za večjo mobilnost tekočin v telesu in ekspanzijo tkiv, kar pripomore k izločanju toksinov in odvečnih snovi, izluženim v medicinska olja. Pred Panchakarmo se lahko za različne bolezenske indikacije izvedejo še druge v Ayurvedi pomembne tehnike: Shirodara, Pischinchbali, Pinda swedana in druge. Med celotno Panchakarmo je potrebna sprememba življenjskega stila, predvsem veliko počitka, zunanjega in notranjega miru, začasna umaknitev od vseh virov stresa, skrbi in napetosti, tišina, primerna dieta, meditacija, joga in pranajama.

### Druga stopnja
Druga stopnja ali sama detoksifikacija je sestavljena iz petih procedur, ki se izvedejo posamično, v kombinacijah ali v celoti glede na bolezenske indikacije. Gre za Vamano ali terapevtsko bruhanje, Nasyo ali terapevtsko čiščenje regij na glavi, Virechano ali terapevtsko izločanje skozi anus, Basti ali terapevtsko čiščenje celotnega kolona (štiri različne vrste zunanje administracije in štiri notranje) in Raktamokshano ali terapevtsko puščanje krvi s pijavkami, na mestih, kjer se v krvi poveča število toksinov in posledično vnetnih mediatorjev (akutna stanja izpuščajev, ekcemov, vnetij, urtikarije in levkoderme).

### Tretja stopnja
Tretja stopnja ali Paschatkarma, kjer se telo ponovno stabilizira, regenerira in se okrepi »prebavni ogenj«, je stopnja počasne prilagoditve normalnim količinam hrane in obnovitev organizma z minerali in zelišči.
Celotna Panchakarma s pripravo, aplikacijo vseh metod in regeneracijo traja 28 dni, čeprav se redko uporabijo vse metode detoksifikacije ena za drugo.

## Joga
Človeški um je konstantno aktiven zaradi zahtev sodobnega časa, zato um postane površinski, vpet v vsakdanjik in ni zmožen izkoristiti bogatih fizičnih, mentalnih in čustvenih virov, skritih v človeku. Ajurveda je zato neločljivo povezana z meditacijo, sproščanjem, jogo ter dihalnimi tehnikami oz. pranajamo. 
Joga je tako kot Ajurveda stara sveta znanost v Vedski tradiciji Indije. Ajurveda je Vedska znanost zdravljenja uma in telesa, joga pa je Vedska znanost samospoznanja človeka, katere osnova je zdravje telesa in uma. Tako sta se skupaj razvijali in uporabljali skozi tisočletja ter predstavljata veliko več kot samo telesne vaje in zdravljenje telesa, kot je bilo pogosto predstavljeno na Zahodu, temveč dajeta velik pomen človeku, ki ima potencial, da razvije višjo zavest, zavest ljubezni, razumevanja in odgovornosti do družbe in narave. Tako imenovani jogi je človek discipline, sočutja in nenasilja, njegova dolžnost je, da je zaščitnik vseh bitij in narave. V skladu z načelom nenasilja ali ahimse joga zagovarja polnovredno laktovegeterijansko prehrano, pri tem ima velik prispevek tudi ajurveda s svojo prehranjevalno dieto. Joga se originalno prenaša le iz učitelja na učenca, ki je pripravljen sprejeti višjo modrost in znanje. Kot disciplina joga zaobjema telesne vaje ali asane, etične discipline, tehnike za nadzor dihanja in čutil ter meditacijo. Obstajajo štiri različne poti joge:

### Raja joga
Zaobjema vse tehnike dicipline z namenom pridobiti popolno kontrolo nad operacijami človeškega uma ali vritiji.
Hatha jogo lahko uvrstimo v podzvrst raja joge in zaobjema čistilne tehnike, asane, pranjame, mudre in bandhe. Te tehnike se širom sveta intenzivno preizkušajo v randomiziranih kliničnih študijah ter raziskovalnih nalogah na pacientih z raznovrstnimi težavami kot so rak, diabetes, hipertenzija, posttravmatski stres ter na nosečnicah in otrocih. Velika večina študij je pokazala večjo učinkovitost od placeba in trenutno uporabljenih komplementarnih metod pri zdravljenju ter celo morebitno večjo učinkovitost od samega zdravljenja z zdravili pri npr. bolečinah v hrbtenici.

### Bhakti joga
Pot predanosti ali iskanje višje zavesti preko srca s staroindijskimi rituali, pesmimi in meditacijami

### Karma joga
Pot služenja in aktivnosti z namenom dvigniti človeštvo na višjo stopnjo razumevanja o medsebojni povezanosti

### Jnana joga
Pot iskanja modrosti o človeku, naravi in univerzumu z notranjim premišljevanjem in samoopazovanjem. Ta pot je namenjena redkim aspirantom, ki so po ajurvedi večinoma Pitta tipi, saj imajo le-ti veliko kapaciteto koncentriranja uma in determiniranega vpogleda vase.

## Kritika
Dejstvo je, da vsi ajurvedski proizvodi niso bili preizkušeni v znanstvenih študijah in kliničnih preizkušanjih. . V Indiji so raziskave ajurvede izvedene z zakonskim telesom centralne vlade, to je osrednji svet za raziskave v ajurvedi in Siddhi (CCRAS), preko mreže nacionalnih raziskovalnih inštitutov. 
Rasa Shastra je specializirana veja ajurvede, ki se ukvarja s kovinami in minerali, ki so znani kot 'Rasa dravyaas'.  Nasprotno od živalskih in rastlinskih proizvodov, kjer je potrebno malo ali nič obdelave, da bi jih lahko uporabili kot zdravilo, kovine in minerale ne moremo direktno uporabiti in niso združljivi s sestavo človeškega telesa. Zato jih ni mogoče zaužiti v njihovi naravni obliki. Rasa shastra veda je izpopolnila sofiticirane postopke njihove obdelave, z namenom uživanja in zdravljenja. Današnje znanstvene raziskave še niso potrdile njihovega učinka ali netoksičnosti za človeka. 
Ajurvedski rastlinski proizvodi se producirajo v Indiji, kjer ni popolnega nadzora nad kontrolo uporabe pesticidov in kontaminiranosti okolja. Zato se predlaga uporabo le tistih ajurvedskih izdelkov na tržišču, ki so bili kontrolirani v laboratoriju za zagotovitev varnosti proizvodov. Tako so izdelki v skladu z EU direktivami glede pesticidov, težkih kovin in mikrobiologije.
Nikakor pa ne gre zamenjevati izdelkov Rasa Shastra, ki so v EU prepovedani, z dostopnimi ajurvedskimi rastlinskimi proizvodi, ki imajo potrdilo za trgovanje v EU.

## Znanstvene revije
Različne znanstvene revije se osredotočajo na temo ajurvedske medicine, vključno z Theoretical and Experimental Journal Of Ayurveda and Siddha (TEJAS; objavljena med letoma 1981 in 2008, kot Ancient Science of Life), potem Journal of Research & Education in Indian Medicine (JREIM), AYU (izhaja na vsake četrt leta) in The International Journal for Ayurveda Research (izhaja na vsake četrt leta). Številni članki o ajurvedi so zabeleženi tudi v PubMed